# Campeonato Carioca de Voleibol Masculino de 2019
O Campeonato Carioca de Voleibol Masculino de 2019 foi a 80ª edição do também chamado campeonato estadual adulto na variante masculina do Rio de Janeiro.

## Participantes
| Equipe           | Cidade                | Em 2018        | Títulos             |
| SESC-RJ          | Rio de Janeiro        | Campeão        | 2 (último em 2017)  |
| Botafogo FR      | Rio de Janeiro        | 2º             | 23 (último em 2015) |
| Campos Vôlei/FME | Campos dos Goytacazes | Não participou | 0                   |
| CR Flamengo      | Rio de Janeiro        | 3º             | 19 (último em 2014) |

## Formato da disputa
Duas equipes disputaram em fase única a definição dos confrontos na semifinal diante do SESC-RJ e Botafogo FR, campeão e vice-campeão, respectivamente, na edição anterior da competição.

## Fase classificatória
- Vitória por 3 sets a 0 ou 3 a 1: 3 pontos para o vencedor;
- Vitória por 3 sets a 2: 2 pontos para o vencedor e 1 ponto para o perdedor.
- Em caso de igualdade por pontos, os seguintes critérios servem como desempate: número de vitórias, média de sets e média de pontos.

|  |                                   |
|  | Equipe classificada as semifinais |

|     |                  |     | Jogos | Jogos | Jogos | Resultados | Resultados | Resultados | Resultados | Resultados | Resultados | Sets | Sets | Sets  | Pontos | Pontos | Pontos |
| Pos | Equipe           | Pts | T     | V     | D     | 3–0        | 3–1        | 3–2        | 2–3        | 1–3        | 0–3        | V    | P    | R     | V      | P      | R      |
| --- | ---------------- | --- | ----- | ----- | ----- | ---------- | ---------- | ---------- | ---------- | ---------- | ---------- | ---- | ---- | ----- | ------ | ------ | ------ |
| 1   | Campos Vôlei/FME | 4   | 2     | 1     | 1     | 1          | 0          | 0          | 1          | 0          | 0          | 5    | 3    | 1.667 | 182    | 155    | 1.174  |
| 2   | CR Flamengo      | 2   | 2     | 1     | 1     | 0          | 0          | 1          | 0          | 0          | 1          | 3    | 5    | 0.600 | 155    | 182    | 0.852  |

Resultados
| 6 de outubro de 2019 14:00 Relatório | CR Flamengo | 0 – 3             | Campos Vôlei/FME | Ginásio Hélio Maurício, Rio de Janeiro |
| 6 de outubro de 2019 14:00 Relatório | 22 15       | Set 1 Set 2 Set 3 | 25               | Ginásio Hélio Maurício, Rio de Janeiro |

| 18 de outubro de 2019 19:00 Relatório | Campos Vôlei/FME | 2 – 3                         | CR Flamengo    | Ginásio do IFF, Campos dos Goytacazes |
| 18 de outubro de 2019 19:00 Relatório | 25 20 25 24 13   | Set 1 Set 2 Set 3 Set 4 Set 5 | 14 25 16 26 15 | Ginásio do IFF, Campos dos Goytacazes |

## Fase final

### Semifinais
Resultados
| 20 de outubro de 2019 16:00 Relatório | SESC-RJ | 3 – 0             | CR Flamengo | Ginásio Hélio Maurício, Rio de Janeiro |
| 20 de outubro de 2019 16:00 Relatório | 25      | Set 1 Set 2 Set 3 | 19 12 10    | Ginásio Hélio Maurício, Rio de Janeiro |

| 26 de outubro de 2019 18:00 Relatório | Botafogo FR | 0 – 3 W.o.        | Campos Vôlei/FME | Ginásio Hélio Maurício, Rio de Janeiro |
| 26 de outubro de 2019 18:00 Relatório | 0           | Set 1 Set 2 Set 3 | 25               | Ginásio Hélio Maurício, Rio de Janeiro |

### Final
Resultados
| 5 de novembro de 2019 19:00 Relatório | SESC-RJ | 3 – 0             | Campos Vôlei/FME | Ginásio do Tijuca Tênis Clube, Rio de Janeiro |
| 5 de novembro de 2019 19:00 Relatório | 25      | Set 1 Set 2 Set 3 | 10 16 23         | Ginásio do Tijuca Tênis Clube, Rio de Janeiro |

## Premiação
| Campeonato Carioca de Voleibol de 2019 |
| Rio de Janeiro                         |
| -------------------------------------- |
| SESC-RJ Campeão (4º título)            |